# Пшеворский, Адам
Адам Пшеворский (пол. Adam Przeworski; 5 мая 1940, Варшава, Польша) — польско-американский политолог, профессор европейских исследований Нью-Йоркского университета, член Американской академии искусств и наук (1991).

## Биография
Адам Пшеворский в 1961 году окончил Варшавский университет, вскоре после этого переехал в США. В 1966 году получил степень доктора в Северо-Западном университете. Затем преподаватель в Чикагском университете.
Один из ключевых участников международного проекта «Переходы от авторитаризма к демократии», проведённого в Университете Дж. Гопкинса (США); его результатом стало 4-томное издание с анализом перехода от авторитарных к демократическим режимам на примерах стран Южной Европы (Испания, Португалия, Греция) и Латинской Америки.
Как приглашенный профессор работал в Индии, Чили, Великобритании, Франции, Германии, Испании и Швейцарии.
Основные работы: «Капитализм и социал-демократия» (1985) и «Демократия и рынок. Политические и экономические реформы в Восточной Европе и Латинской Америке» (1991).
До 1993 года был членом «Сентябрьской группы» аналитических марксистов.

## Идеи
Адам Пшеворский исследует проблемы демократии, политической экономии, транзитологии, методологии транснациональных исследований. Ему принадлежит значительный вклад в развитие компаративистики (субдисциплины сравнительной политологии, предмет которой — современные политические системы и институты, векторы внешней и внутренней политики разных стран). Значительное внимание уделяет изучению сущности, содержания и форм трансформационных процессов, в частности движения от авторитаризма к демократии в странах Южной и Восточной Европы, Южной и Центральной Америки.
Дал широко известное определение: демократия — это система, в которой правящие партии проигрывают выборы.
Одновременно демократию Пшеворский определяет как систему преодоления социальных противоречий, когда одна из сторон никогда полностью не контролирует ситуацию и не определяет результат политических событий, который для всех политических субъектов остается неопределенным. Главная фундаментальная ценность демократии, по его мнению — защищенность от насилия и произвола, что связано прежде всего с имманентным состоянием указанной неопределенности в условиях равнозначности ведущих политических сил и непредсказуемости их будущего, являющимся открытым и зависящим от предпочтений избирателей. Позже Пшеворский приходит к выводу, что решающими в построении эффективной рыночной экономики являются международные факторы, а к успеху ведут только социальные механизмы материально-имущественной ответственности граждан за последствия их действий, то есть в обществе должна быть выстроена система обратных связей, сдержек и противовесов. Для прочности и стабильности демократических институтов, по мнению исследователя, необходимо, чтобы они не только отвечали интересам всех политических сил, но и обеспечивали заметный экономический рост страны.
Совместно с соавторами в книге «Democracy and Development: Political Institutions and Material Well-being in the World, 1950—1990» указал порог ВВП на душу населения, после которого демократия становится устойчивой — $10,5 тыс. (в ценах 2000 года по паритету покупательной способности), уровень, после достижения которого ни одна страна в истории не развернулась от демократии к диктатуре.

### Цитата
…поскольку любой порядок лучше любого хаоса, любой порядок и устанавливается.— Пшеворский А. Демократия и рынок. Политические и экономические реформы в Восточной Европе и Латинской Америке.

## Признание
- Член Американской академии искусств и наук (1991)
- Премия Юхана Шютте в политических науках (2010)

## Основные произведения
- Adam Przeworski (1985). Capitalism and Social Democracy. New York: Cambridge University Press. (Капитализм и социал-демократия)
- Adam Przeworski (1991). Democracy and the Market; Political and Economic Reforms in Eastern Europe and Latin America. New York: Cambridge University Press.
  - Пшеворский А. Демократия и рынок. Политические и экономические реформы в Восточной Европе и Латинской Америке. — М.: «Российская политическая энциклопедия» (РОССПЭН), 1999. — 320 с.
- Przeworski, Adam, Jose Antonio Cheibub, Michael E. Alvarez, Fernando Limongi. 2000. Democracy and Development: Political Institutions and Material Well-being in the World, 1950—1990. Cambridge: Cambridge University Press.
- Демократия в российском зеркале. Составители и редакторы Андраник Мигранян, А. Пшеворский. МГИМО-Университет, 2013. — 520 с.